# Pokój mełneński

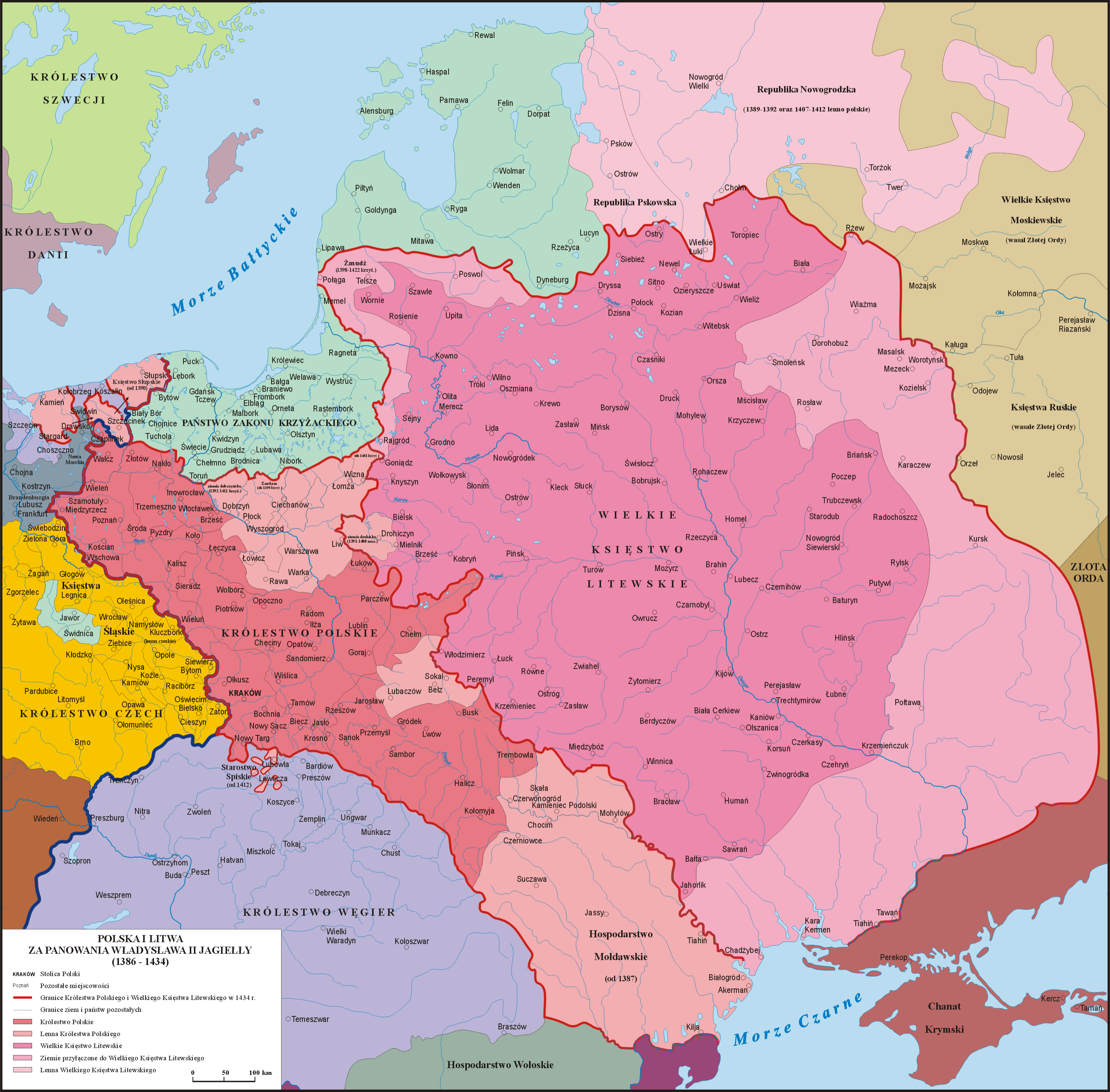
Państwo polsko-litewskie w latach 1386–1434

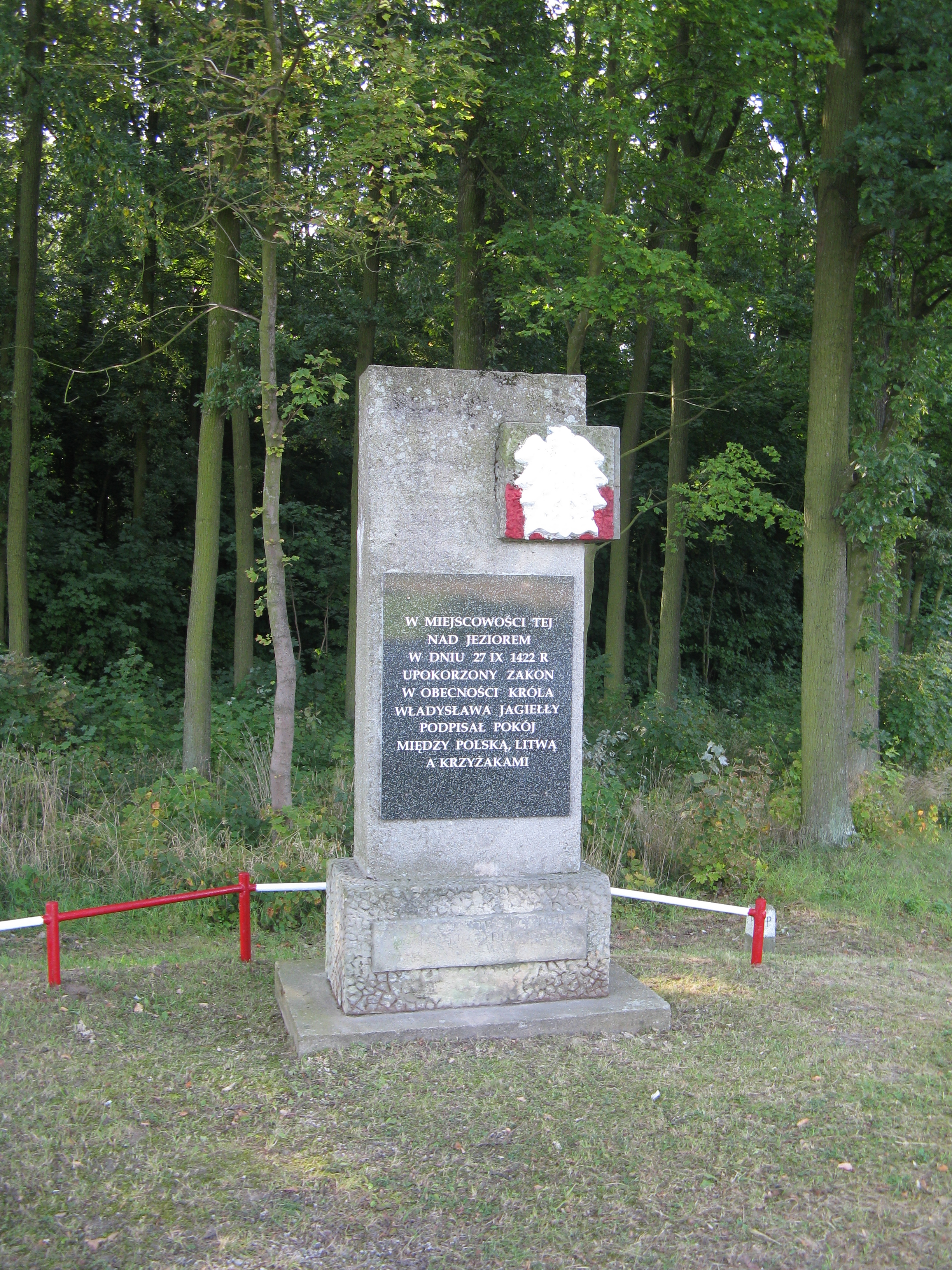
Obelisk w Mełnie, upamiętniający podpisanie pokoju mełneńskiego

Pokój mełneński – zawarty 27 września 1422 roku w Mełnie, koło Radzynia pomiędzy Królestwem Polski, Wielkim Księstwem Litewskim a zakonem krzyżackim. Zawarcie pokoju było następstwem postawionej alternatywy wielkiemu mistrzowi przez stany pruskie państwa zakonnego, przerażone perspektywą wyniszczenia kolejnych obszarów w wojnie golubskiej i groźby głodu: albo podpisze pokój, albo utraci ich lojalne poparcie. Do pokoju mełneńskiego dołączona została klauzula mówiąca o tym, że gwarantami tego pokoju zostają stany obu stron, a stany pruskie - czyli szlachta poszczególnych ziem i zorganizowane mieszczaństwo miast zakonnych, uzyskują w ten sposób legalizację prawa oporu przeciw Zakonowi czyli możliwość wypowiedzenia posłuszeństwa, w wypadku złamania traktatu przez Zakon.
Na jego mocy Zakon na zawsze zrzekł się Żmudzi, oraz części Sudowii. Polska otrzymała drobne nabytki terytorialne i odzyskała Nieszawę, Orłowo, Murzynno i Nową Wieś, jednocześnie ponownie rezygnując z ziem Pomorza Gdańskiego oraz ziemi chełmińskiej. Krzyżacy zobowiązali się zburzyć zamek w Małej Nieszawce nad Wisłą. Dostęp Litwy do Bałtyku odciął ziemie zakonu od Inflant, co w rezultacie położyło kres planom utworzenia państwa prusko-inflanckiego. Było to najważniejszym osiągnięciem wojen Litwy z zakonem krzyżackim w latach 1409–1422. Z drugiej strony Litwa nie uzyskała kontroli nad ujściem Niemna.
Ponadto traktat pokojowy wyznaczał na kilkaset lat granicę pomiędzy Polską, Litwą i Prusami w obszarze Wielkiej Puszczy. Litwini uzyskali na niekorzyść Zakonu Puszczę Sudawską (obecnie Augustowską), która znalazła się w obszarze Podlasia.
Jak napisał Paweł Jasienica, pokój melneński zamknął i zakończył dwieście lat trwający okres wojen litewsko-krzyżackich.
Natomiast tak wyniki pokoju ocenił znawca epoki Jagiellońskiej, Ludwik Kolankowski: Nie czynił więc i ten pokój zadość żywotnym Polski postulatom, ale (…) miał swoje wielkie znaczenie jako początek faktycznej likwidacji krzyżackiego państwa, a w każdym razie, jako koniec jego ekspansji.

## Tło
W 1421 roku Polska zawarła przymierze z elektorem brandenburskim Fryderykiem I Hohenzollernem, skierowane przeciwko zakonowi krzyżackiemu. W zamian za pomoc wojskową syn elektora miał zostać mężem córki Władysława Jagiełły i zarazem następczyni tronu polskiego – Jadwigi. Przymierze to odcięło zakon od Rzeszy i poważnie zagroziło Nowej Marchii. Po wypowiedzeniu wojny 17 lipca 1422 r., wielka armia polsko-litewska, po połączeniu pod Czerwińskiem, wkroczyła z Mazowsza na teren ziemi chełmińskiej z kierunku Lidzbarka Welskiego i Lubawy. Wojsko krzyżackie wzorem poprzednich lat unikało otwartej konfrontacji, ukrywając się w warownych zamkach. Wobec takiego obrotu spraw, wielkie wojska polsko-litewskie przeszły przez Drwęcę na obszar zachodniej części ziemi chełmińskiej i zdobyły nadgraniczny Golub nad Drwęcą (stąd „Wojna golubska”). Elektor nie wywiązał się z układu i nie wyruszył w pole, by wesprzeć działania wojsk polsko-litewskich. Uczynił to zapewne pod wpływem stanów pruskich. Wobec potęgi wojsk polsko-litewskich, w wyniku pustoszenia kraju i ruiny materialnej, ze świadomością wewnętrznej opozycji oraz odcięcia ziem zakonu od Rzeszy, Krzyżacy zgodzili się na ustępstwa i wykazali gotowość rokowań. Ich efektem było podpisanie w dniu 27 września 1422 roku przez wielkiego mistrza Pawła Russdorfa pokoju mełneńskiego.
Podpisanie pokoju będzie miało swoje następstwa: w 1423 i 1424 r. stany pruskie odmówią zgody na nowe, żądane przez Zakon podatki, a niespełna 18 lat później powstanie Związek Pruski. W roku 1454 Związek Pruski sam zaproponuje królowi Polski przejęcie władzy nad całym państwem zakonnym.